# Зейдель (лунный кратер)
Кратер Зейдель (лат. Seidel) — крупный древний ударный кратер в южном полушарии обратной стороны Луны. Название присвоено в честь немецкого математика и астронома Филиппа Людвига Зейделя (1821—1896) и утверждено Международным астрономическим союзом в 1970 г. Образование кратера относится к донектарскому периоду.

## Описание кратера

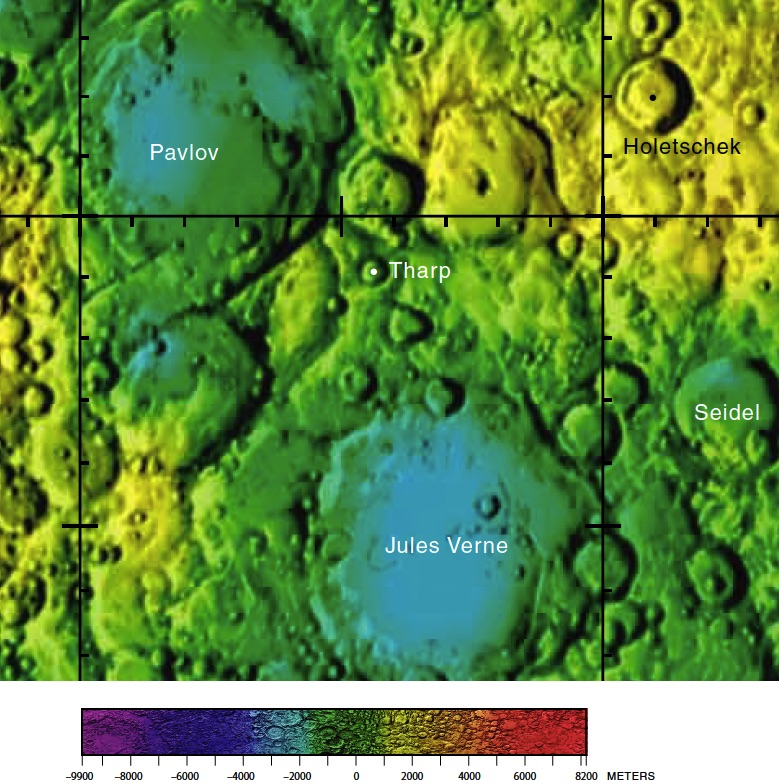
Окрестности кратера Зейдель. Фрагмент карты обратной стороны Луны.

Ближайшими соседями кратера являются кратер Жюль Верн на западе-юго-западе; кратер Павлов на северо-западе; кратеры Голечек и Серпинский на севере; кратер О’Дей на востоке-северо-востоке и кратер Лундмарк на юге. На востоке от кратера находится Море Мечты. Селенографические координаты центра кратера 32°39′ ю. ш. 152°28′ в. д. / 32,65° ю. ш. 152,47° в. д., диаметр 55,4 км, глубина 2,7 км.
Кратер Зейдель умеренно разрушен и имеет циркулярную форму. Вал сглажен, юго-восточная часть вала перекрыта сателлитным кратером Зейдель J (см. ниже), южная часть вала перекрыта породами выброшенными при образовании соседних кратеров. Высота вала над окружающей местностью достигает 1220 м, объем кратера составляет приблизительно 3 300 км³. Дно чаши сравнительно ровное, испещрено множеством крохотных кратеров.

## Сателлитные кратеры

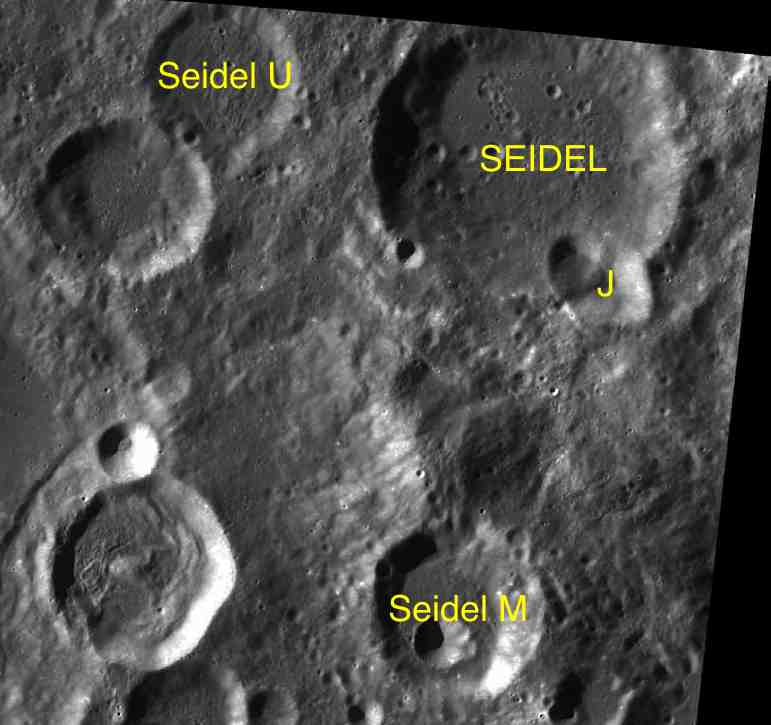
Фрагмент карты LAC-118.

| Зейдель | Координаты                                              | Диаметр, км |
| ------- | ------------------------------------------------------- | ----------- |
| J       | 33°22′ ю. ш. 153°01′ в. д. / 33,36° ю. ш. 153,02° в. д. | 19,7        |
| M       | 35°17′ ю. ш. 152°17′ в. д. / 35,29° ю. ш. 152,29° в. д. | 31          |
| U       | 32°26′ ю. ш. 150°22′ в. д. / 32,43° ю. ш. 150,36° в. д. | 27,6        |